# Університет Бельграно
Університет Бельграно (ісп. Universidad de Belgrano) — приватний університет, заснований 1964 року, розташований у районі Бельграно, в Буенос-Айресі, Аргентина.
Університет має 9 факультетів:
- Архітектура та міське планування
- Право і політологія
- Економіка
- Гуманітарних наук
- Техніка і комп'ютерні технології
- Сільськогосподарських наук
- Філологія та іноземні мови
- Охорона здоров'я
- Прикладних наук

В університеті працює власна радіостанція на хвилі 90.9 FM.